# Tuff

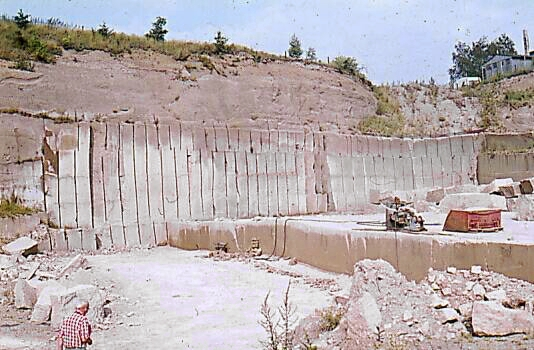
Brytning av tuff i stenbrott.

Tuff är en porös bergart som består av vulkaniska utbrottsprodukter.
Bergarten har länge använts som byggnadsmaterial i mellersta Italien.
Tuff kallas även den blandning av betong, sand och torv som används inom trädgårdskonst.[källa behövs]